# Tre cuori in affitto
Tre cuori in affitto (Three's Company) è una serie televisiva statunitense trasmessa originariamente sulla ABC dal 15 marzo 1977 al 18 settembre 1984. È il remake della sitcom britannica Un uomo in casa.
In Italia è andata in onda a partire dal 18 giugno 1984 su Rete 4, ottenendo molto successo. In seguito è stata più volte riproposta su vari canali del digitale terrestre. 
Dalla serie derivano due spin-off, I Roper e Tre per tre, remake rispettivamente di George e Mildred e di Il nido di Robin.

## Trama
La storia ruota attorno a tre coinquilini: Jack Tripper, Janet Wood e Chrissy Snow. Le due ragazze, dopo aver organizzato una festa d'addio per la loro precedente coinquilina, trovano nella vasca da bagno Jack, un ragazzo che studia per diventare chef e che va a vivere a casa delle due.
Un ostacolo è rappresentato dai proprietari dello stabile, i coniugi Helen e Stanley Roper. Visto che il signor Roper non permette la convivenza tra ragazzi di sesso diverso, Janet dice che Jack è omosessuale e in questo modo il ragazzo ottiene il permesso di restare. La signora Roper scopre presto che Jack è in realtà eterosessuale ma non lo confida al marito e spesso sta dalla parte dei ragazzi andando contro il consorte.
La farsa continua quando il posto dei Roper viene preso da Ralph Furley, visto che suo fratello Bart, il nuovo proprietario dell'edificio, non avrebbe mai tollerato che un uomo convivesse con due donne. Successivamente, Chrissy parte per Fresno per assistere sua madre. Il suo posto viene preso prima da sua cugina Cindy e poi dall'infermiera Terri Alden. Nel finale della serie, Jack conosce l'hostess Vicky Bradford, Janet si sposa e Terri parte per le Hawaii.

## Personaggi
- Jack Tripper (stagioni 1-8, 172 episodi), interpretato da John Ritter.
Dopo esser stato trovato da Chrissy nella vasca da bagno dell'appartamento suo e di Janet e dopo aver stretto amicizia con le due ragazze, viene scelto come nuovo coinquilino, affinché in tre possano ripartirsi l'affitto dell'appartamento più facilmente. Jack si dimostra un ragazzo amichevole, dalla battuta pronta e particolarmente altruista. Durante la serie viene spesso visto flirtare con Janet, Chrissy, Cindy e Terri venendo però prontamente respinto dalle sue coinquiline. Il suo sogno è possedere un ristorante, che riuscirà a coronare con l'apertura del Jack's Bistro. Durante l'ultimo episodio lascerà l'appartamento per andare a vivere con Vicky Bradford, hostess conosciuta durante un volo in aereo e per cui perde la testa. Sarà il protagonista dello spin-off Tre per tre. È l'unico personaggio ad apparire in tutti gli episodi.

- Janet Wood (stagioni 1-8, 171 episodi), interpretata da Joyce DeWitt.
Janet è una fioraia e gestisce l'Arcade Flower Shop. La sua apparente freddezza viene totalmente a mancare davanti a situazioni potenzialmente pericolose, visto che più di una volta si mostrerà impulsiva e irrazionale. Durante l'ultima stagione incontra Philip Dawson, destinato a diventare suo marito nell'episodio conclusivo della serie.

- Chrissy Snow (stagioni 1-5, 87 episodi), interpretata da Suzanne Somers.
La prima delle tre ragazze bionde della serie. Il suo vero nome è Christmas: infatti, pur essendo nata a gennaio, è stata considerata da suo padre il più bel regalo di Natale che abbia mai ricevuto. È una segretaria svampita, ingenua e dalla lacrima facile. Data la profonda religiosità della sua famiglia tende a non capire i doppi sensi delle battute e la si vede rifiutare più volte potenziali compagni nel corso della serie. Lascerà l'appartamento per tornare a Fresno, sua città natale, per badare alla madre malata. Continuerà comunque a fare brevi apparizioni telefonando a Jack o a Janet. Tuttavia, quando il posto di coinquilina viene preso da Terri, cessa definitivamente di apparire.

- Helen Roper (stagioni 1-3/guest 5, 52 episodi), interpretata da Audra Lindley.
È la moglie di Stanley, proprietario dell'edificio. È spesso frustrata poiché suo marito non è molto romantico con lei. È un'ottima amica e confidente dei tre ragazzi. A differenza di suo marito, Helen sa che Jack non è omosessuale e mantiene il segreto. Lascia la serie alla fine della terza stagione per partecipare come protagonista nello spin-off I Roper. Riappare come guest star nell'episodio Notte d'argento della quinta stagione.

- Stanley Roper (stagioni 1-3/guest 5, 52 episodi), interpretato da Norman Fell.
È il proprietario dell'appartamento dei ragazzi e il marito di Helen. Nei confronti del trio è generalmente amichevole ma si arrabbia quando l'affitto è in ritardo. Tende sempre a prendere in giro Jack per la sua omosessualità. Non sembra detestare il ragazzo o gli omosessuali in generale ma mantiene le distanze ogni volta che Jack gli si avvicina troppo. Lascia la serie alla fine della terza stagione per partecipare come protagonista nello spin-off I Roper. Riappare come guest star nell'episodio Notte d'argento della quinta stagione.

- Larry Dallas (stagioni 1-8, 97 episodi), interpretato da Richard Kline.
Larry è il migliore amico di Jack e vive nell'appartamento sopra quello dei ragazzi. Si mostra spesso come un playboy senza scrupoli e senza morale, arrivando all'usare subdoli trucchi per rimorchiare. Malgrado tutto si dimostra un amico fedele. Larry ha origini greche, il suo vero cognome è Dalliapoulos ma lo ha cambiato in quanto non riusciva a pronunciarlo. Dopo la fine della serie si trasferisce a Bakersfield. Il ruolo di Larry doveva essere ricorrente ma i produttori hanno apprezzato la chimica tra Kline e Ritter e hanno promosso l'attore a membro del cast principale.

- Ralph Furley (stagioni 4-8, 89 episodi), interpretato da Don Knotts.
Ralph Furley diventa il nuovo amministratore del condominio in cui abitano i ragazzi, dopo che suo fratello Bart acquista l'edificio dai Roper. È un uomo di mezz'età, dal vestiario appariscente e dal carattere ricco di sfaccettature differenti. Come Roper in precedenza, anche lui è stato indotto a credere che Jack sia gay. Vanta una grande competenza in molti campi, nonostante non sappia svolgere nessun tipo di lavoro manuale. Ama proporsi come un playboy, non avendo però molto successo con le donne. Sembra essere quasi spaventato da suo fratello Bart, arrivando a impaurirsi al solo sentirlo nominare. Anche lui prende in giro Jack occasionalmente, così come succedeva con Roper.

- Lana Shields (stagione 4, 9 episodi), interpretata da Ann Wedgeworth.
Lana diventa una vicina dei ragazzi all'inizio della quarta stagione. Perseguita costantemente Jack e cerca di sedurlo ogni volta che è in sua presenza mentre il ragazzo fa del suo meglio per evitarla. Quando il trio vende accidentalmente tutti i mobili del signor Furley, il nuovo amministratore si arrabbia e vorrebbe sfrattare i ragazzi ma, dopo che questi ultimi gli procurano un appuntamento con Lana, permetterà loro di rimanere. Verso metà stagione, Lana scompare senza alcuna spiegazione. Il suo ultimo episodio è Una lettera esplosiva. Ann Wedgeworth, interprete di Lana, voleva che il suo personaggio venisse sfruttato meglio e, dopo aver ottenuto un rifiuto, lasciò la serie.

- Cindy Snow (stagioni 5-6, 28 episodi), interpretata da Jenilee Harrison.
È la maldestra cugina di Chrissy. Cresciuta in una fattoria, si è appassionata agli animali e spesso aiutava i suoi genitori. Un giorno sua madre ha trovato il suo diario e lo ha letto finché non si è addormentata. Per questo motivo ha consigliato a Cindy di andare via da Fresno per un periodo. Quando Chrissy si trova costretta a lasciare l'appartamento per prendersi cura di sua madre malata, Cindy ne approfitta per trasferirsi a Santa Monica, prendendo il posto di terza coinquilina. All'inizio della sesta stagione annuncia che lascerà l'appartamento per andare all'università. Sarà sostituita da Terri Alden, un'infermiera. Cindy, tuttavia, continua ad essere vista occasionalmente per poi scomparire.

- Terri Alden (stagioni 6-8, 72 episodi), interpretata da Priscilla Barnes.

Logo originale della sitcom

È la terza e ultima coinquilina di Jack e Janet. Svolge la professione di infermiera. Rispetto a Chrissy e Cindy, Terri è più intelligente e pacata, risultando molto più simile a Janet di quanto lo fossero le due bionde precedenti. Alla fine della serie si trasferisce alle Hawaii.

## Episodi
| Stagione         | Episodi | Prima TV USA | Prima TV Italia |
| ---------------- | ------- | ------------ | --------------- |
| Prima stagione   | 6       | 1977         | 1984            |
| Seconda stagione | 25      | 1977-1978    | 1984            |
| Terza stagione   | 22      | 1978-1979    | 1985            |
| Quarta stagione  | 25      | 1979-1980    | 1986            |
| Quinta stagione  | 22      | 1980-1981    | 1987            |
| Sesta stagione   | 28      | 1981-1982    | 1987-1988       |
| Settima stagione | 22      | 1982-1983    | 1988            |
| Ottava stagione  | 22      | 1983-1984    | 1989            |

## Spin-off

### I Roper
Al termine della terza stagione, nel 1979, Helen e Stanley Roper vendono lo stabile di loro proprietà, si trasferiscono in un quartiere di alto livello e danno vita allo spin-off I Roper, remake della sitcom britannica George e Mildred, a sua volta spin-off di Un uomo in casa. Audra Lindley e Norman Fell, gli attori che impersonavano i coniugi Roper, titubanti della scelta dei produttori, hanno chiesto e ottenuto una clausola che prevedeva il loro reintegro nella serie originale nel caso di cancellazione della nuova sitcom entro il primo anno di vita. Il lancio dello spin-off è avvenuto la sera stessa dell'episodio Fuori Campo, risultato il più visto dell'intera serie. Dopo questo episodio, la terza stagione di Tre cuori in affitto è stata interrotta per mandare in onda i nuovi episodi dello spin-off. Dopo un buon successo della prima stagione, la seconda paga lo spostamento nel palinsesto e il confronto con CHiPs e vede crollare drasticamente gli ascolti. Passato un anno dall'inizio de I Roper, la ABC annuncia la chiusura della sitcom. Norman Fell ha dato battaglia, senza successo, per essere reintegrato in Tre cuori in affitto, accusando i produttori di aver volutamente atteso lo scadere della clausola prima di comunicare la chiusura decisa da tempo. I coniugi Roper hanno fatto un'ultima apparizione, in qualità di guest stars, nell'episodio Notte d'argento della quinta stagione.

### Tre per tre
Dopo la chiusura della serie, il personaggio di Jack Tripper ha continuato le sue avventure nello spin-off Tre per tre, remake de Il nido di Robin, chiuso dopo un'unica stagione a causa degli scarsi ascolti.

## Produzione

### Pilota
Tre cuori in affitto ha affrontato un lungo processo di sviluppo. Due squadre diverse di sceneggiatori hanno tentato di americanizzare la serie britannica Un uomo in casa. Inoltre, sono stati realizzati tre episodi pilota, una rarità per la televisione americana. Lo show è stato abbozzato inizialmente da Peter Stone, il quale ha ambientato le vicende a New York. Stone ha immaginato il personaggio di Jack Tripper come un cuoco di successo sottopagato di un ristorante francese, mentre Janet e Chrissy dovevano essere rispettivamente una segretaria e una modella. Fred Silverman, capo della ABC, era convinto che la serie non avrebbe avuto successo, ha bocciato l'idea e si è affidato a Larry Gelbart, il quale inizialmente non voleva essere coinvolto. Nonostante tutto, Gelbart ha sviluppato un episodio pilota con suo genero, il quale ha intitolato la serie Three's Company. L'impostazione di Gelbart si ispirava molto alla serie britannica. Egli ha affidato a John Ritter la parte di David Bell, un aspirante regista alla ricerca di un posto dove vivere oltre che un grande cuoco. Le coinquiline, Jenny, un'impiegata, e Samantha, un'aspirante attrice, erano interpretate rispettivamente da Valerie Curtin e Susanne Zenor. La storia era ambientata a North Hollywood, in California. Il pilota è piaciuto molto a Silverman, il quale ha ordinato di procedere con la realizzazione della serie. Tuttavia, non è accaduto nulla di concreto e in un secondo momento i vertici della ABC hanno deciso di realizzare un altro pilota con un nuovo cast. Il secondo pilota è stato scritto da Don Nicholl, Michael Ross e Bernie West e seguiva la serie britannica ancora più da vicino. David Bell è diventato uno studente di culinaria chiamato Jack Tripp, similmente alla controparte inglese, Robin Tripp. Una delle coinquiline è stata ribattezzata Chrissy, così come un altro personaggio della versione britannica. Per prestare il volto alle due ragazze sono state ingaggiate Joyce DeWitt, nei panni della fioraia Janet Wood, e Susan Lanier nei panni della segretaria Chrissy Snow. L'ambientazione è passata da North Hollywood alla spiaggia di Santa Monica. Il nuovo pilota ha ottenuto l'approvazione ma ciò che non convinceva i produttori era l'interpretazione della Lanier. Silverman ha ordinato la ricerca di una nuova Chrissy ed è stata assunta Suzanne Somers. Inoltre, il cognome di Jack è diventato Tripper. Il terzo pilota è stato finalmente accettato dalla rete ed è stato seguito da altri cinque episodi trasmessi durante la primavera del 1977.

### Cast

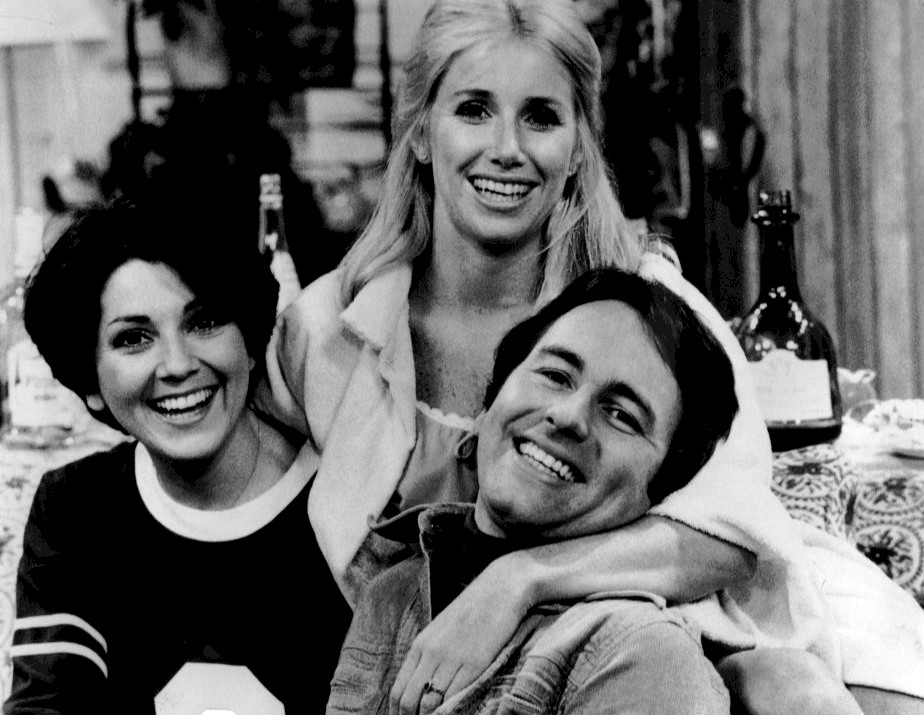
I tre protagonisti della serie nel 1977

Tre cuori in affitto ha subito diversi cambiamenti nel cast durante la sua realizzazione. Il primo di questi ha avuto luogo al termine della terza stagione con il trasferimento dei Roper nella loro serie spin-off. Con l'inizio della quarta stagione ci sono stati altri due cambiamenti. Il primo è stato l'aggiunta di Lana, una nuova inquilina dell'edificio innamorata di Jack, il secondo ha interessato il ruolo del nuovo proprietario dell'appartamento, con l'entrata di Don Knotts nel cast principale. Dal momento che Ann Wedgeworth voleva che il suo personaggio avesse più peso nella trama, Lana è stata fatta uscire di scena senza nessuna spiegazione prima della fine della stagione. A differenza di Lana, il signor Furley è invece apparso fino alla fine della serie. La quinta stagione ha segnato l'inizio di un clima molto teso sul set. Suzanne Somers ha richiesto un aumento del suo salario da 30.000 a 150.000 dollari ad episodio, più il 10% dei profitti della serie. Quando l'aumento le è stato negato, la Somers ha cominciato a scioperare e a non presentarsi al lavoro. Ciò ha portato gli sceneggiatori ad affidare le battute di Chrissy al signor Furley. I dirigenti temevano che l'assenza di Chrissy avrebbe potuto danneggiare la popolarità del programma così hanno proposto all'attrice un compromesso: visto che Suzanne era ancora sotto contratto, doveva continuare ad apparire nella serie anche se solo per pochi istanti e spesso a telefono. Le scene che prevedevano la presenza di Chrissy venivano registrate in giorni separati dalla registrazione regolare dello show. L'assenza di Chrissy nell'appartamento è stata giustificata dicendo che la ragazza era tornata a Fresno, sua città natale, per prendersi cura di sua madre malata. Nel frattempo è stato introdotto il personaggio di Cindy, cugina di Chrissy. Alla fine della stagione, la Somers è stata licenziata e il suo contratto non rinnovato. L'attrice non ha parlato con il resto del cast per molto tempo. Si è riappacificata con Ritter nel 2003, pochi giorni prima della sua morte, mentre con Joyce Dewitt nel 2012 nel programma da lei condotto, Breaking Through. Sebbene Jenilee Harrison, interprete di Cindy, fosse molto apprezzata dai suoi colleghi, la sua poca esperienza e un calo di ascolti ha portato la ABC a cercare un'altra persona che occupasse il posto di terza coinquilina. Con la sesta stagione, Cindy è stata fatta trasferire all'università per studiare e realizzare il suo sogno di diventare una veterinaria e al suo posto è stata inserita Terri Alden, un'infermiera molto diversa dalle due figure bionde precedenti. Nel frattempo, la Harrison ha continuato comunque a essere presente in qualche episodio fino alla fine della stagione per poi abbandonare la serie. Da questo momento in poi il cast non ha subito altri cambiamenti ed è rimasto invariato fino alla cancellazione dello show.

### Riprese
La prima, la settima e l'ottava stagione sono state registrate al Metromedia Square e all'ABC Television Center, le restanti stagioni presso lo Studio 31 della CBS Television City.

## Sigla
La sigla iniziale Come and Knock on Our Door, è stata composta da Joe Raposo ed è stata cantata da Ray Charles e Julia Rinker. La sigla finale utilizza il sottofondo musicale di quella iniziale.

## Ascolti
| Stagione   | Periodo   | Classifica ascolti |
| ---------- | --------- | ------------------ |
| Stagione 1 | 1977      | #11                |
| Stagione 2 | 1977-1978 | #3                 |
| Stagione 3 | 1978-1979 | #2                 |
| Stagione 4 | 1979-1980 | #2                 |
| Stagione 5 | 1980-1981 | #8                 |
| Stagione 6 | 1981-1982 | #4                 |
| Stagione 7 | 1982-1983 | #6                 |
| Stagione 8 | 1983-1984 | #33                |

## Edizione home-video
In America, Anchor Bay Entertainment ha pubblicato nel 2014 tutti gli episodi su DVD. Anche in Italia gli episodi sono stati pubblicati su DVD.

## Documentario
Nel maggio del 2003, la NBC ha mandato in onda uno speciale di due ore, Behind the Camera: The Unauthorized Story of Three's Company, incentrato sulla storia e gli aspetti della serie, dando molto spazio alla vicenda della disputa contrattuale di Suzanne Somers. Vi sono anche delle interviste di Joyce DeWitt, l'unica attrice del cast ad apparire nel documentario.